# سوق المر

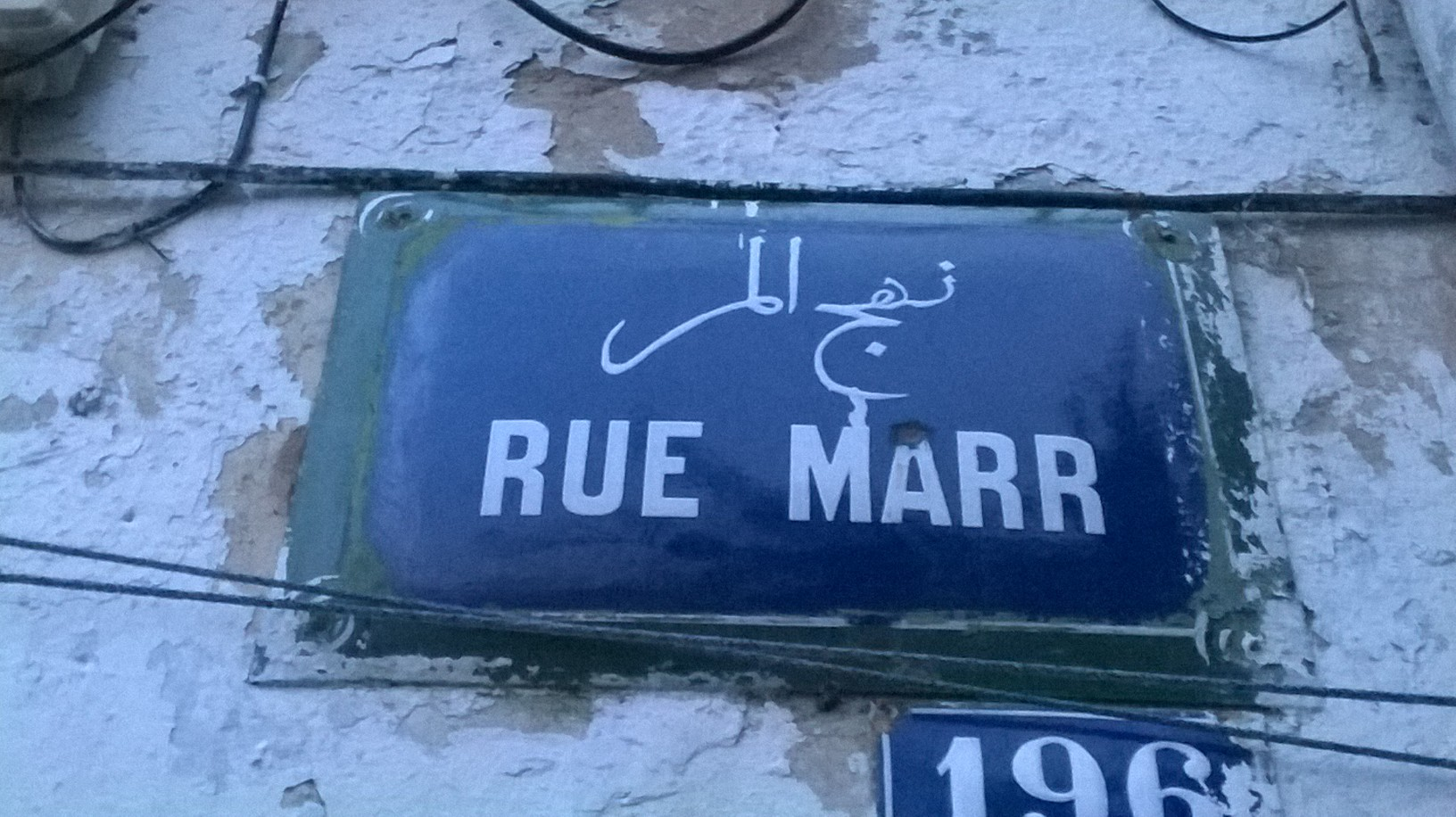
لوحة جدارية تحمل اسم نهج المر مكان تواجد سوق المر

 سوق المر هو أحد أسواق مدينة تونس. يعتبر سوقا يومية متنوعة البضائع.

## الموقع
يقع وراء باب منارة وهو أحد أبواب المدينة العتيقة بتونس العاصمة، كما يوجد قرب جامع القصر وهو جامع عتيق إلى جانب زاوية تسمى بالسيدة عربية.
يوجد في أطرافه زاوية سيدي عبد الرؤوف المر إضافة إلى مدرسة تقنية تحميل اسم زنقة سيدي عبد الرؤوف المر .

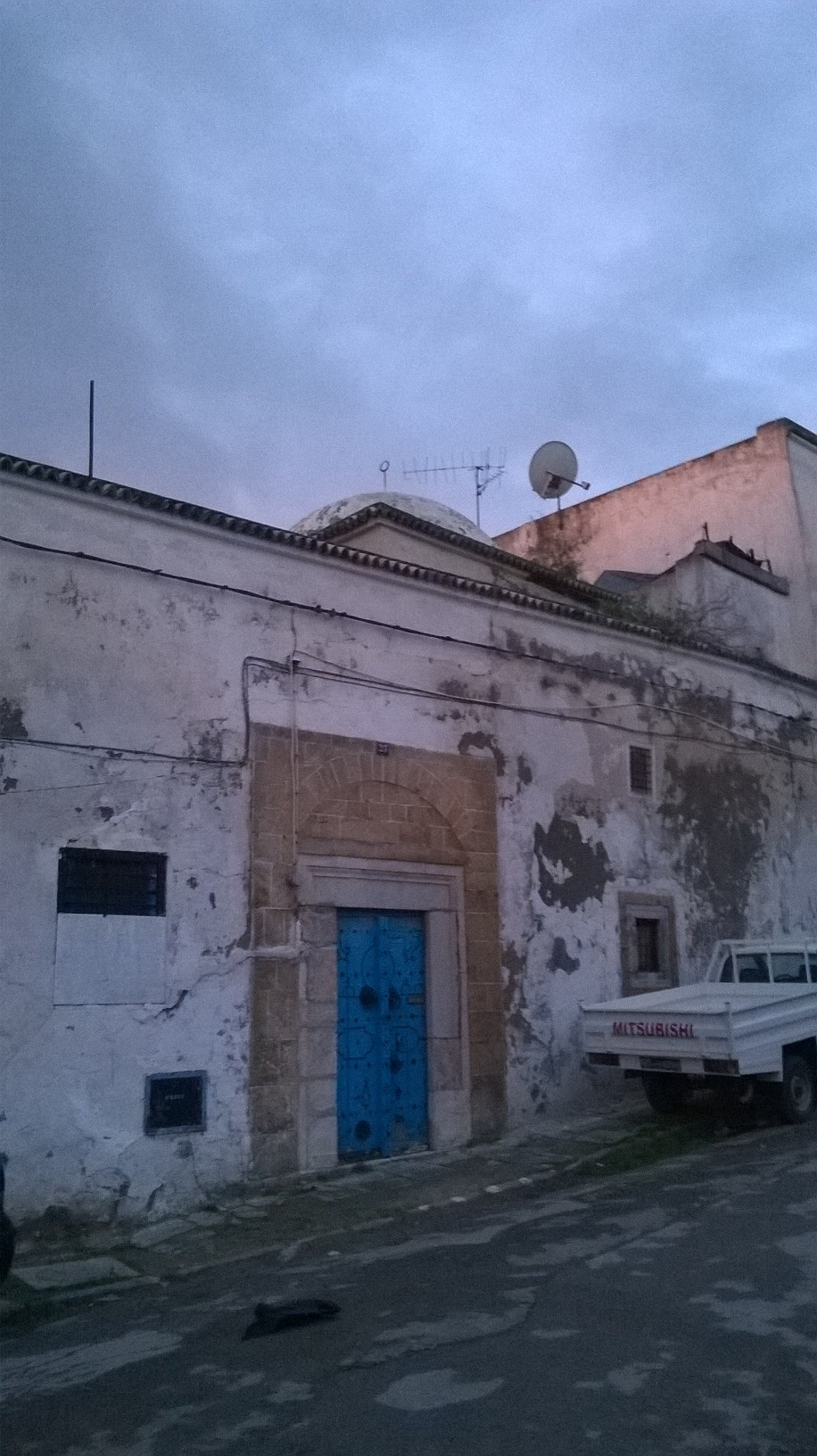
زاوية سيدي عبد الرؤوف المر
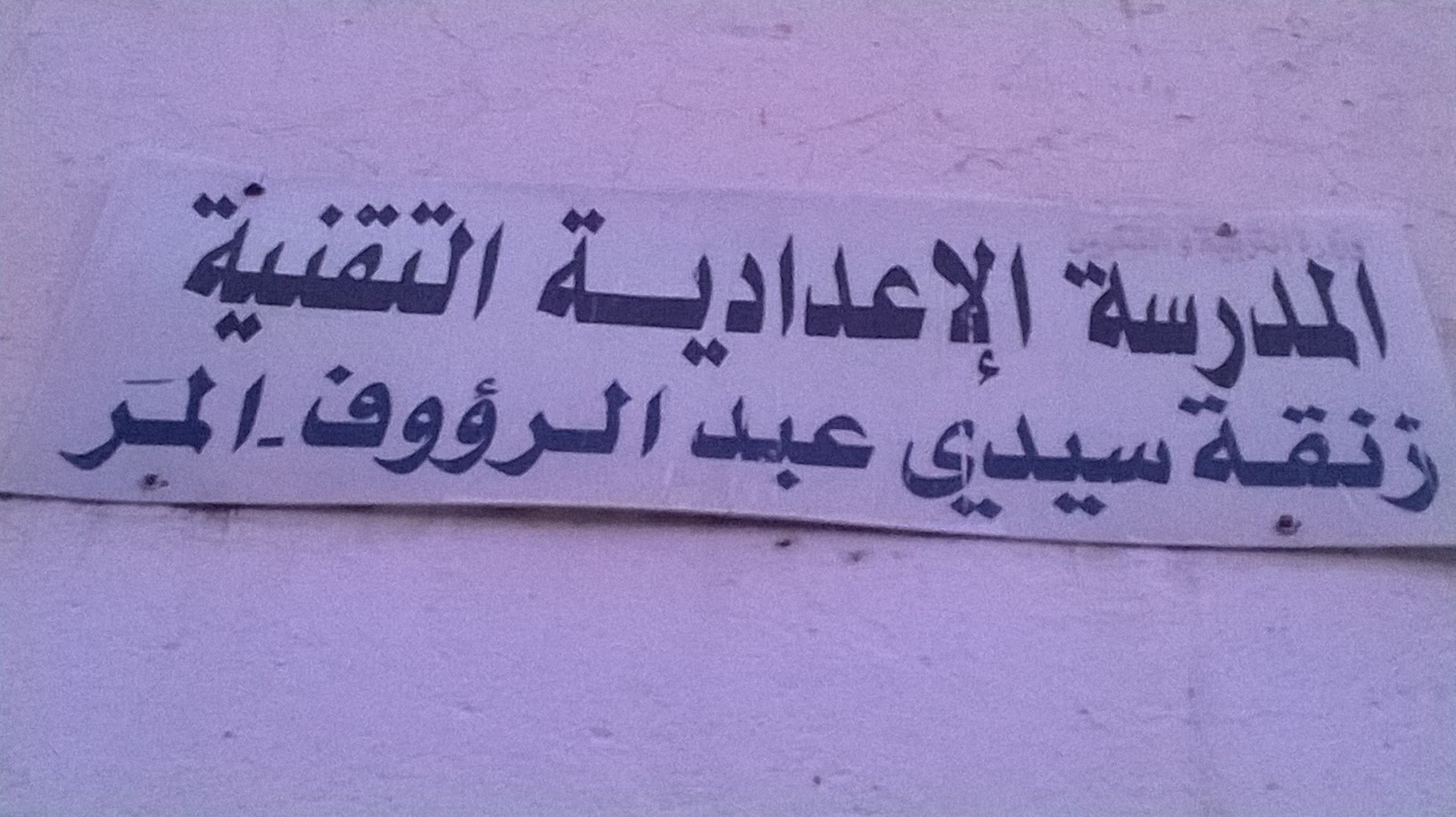
المدرسة التقنية زنقة سيدي عبد الرؤوف المر
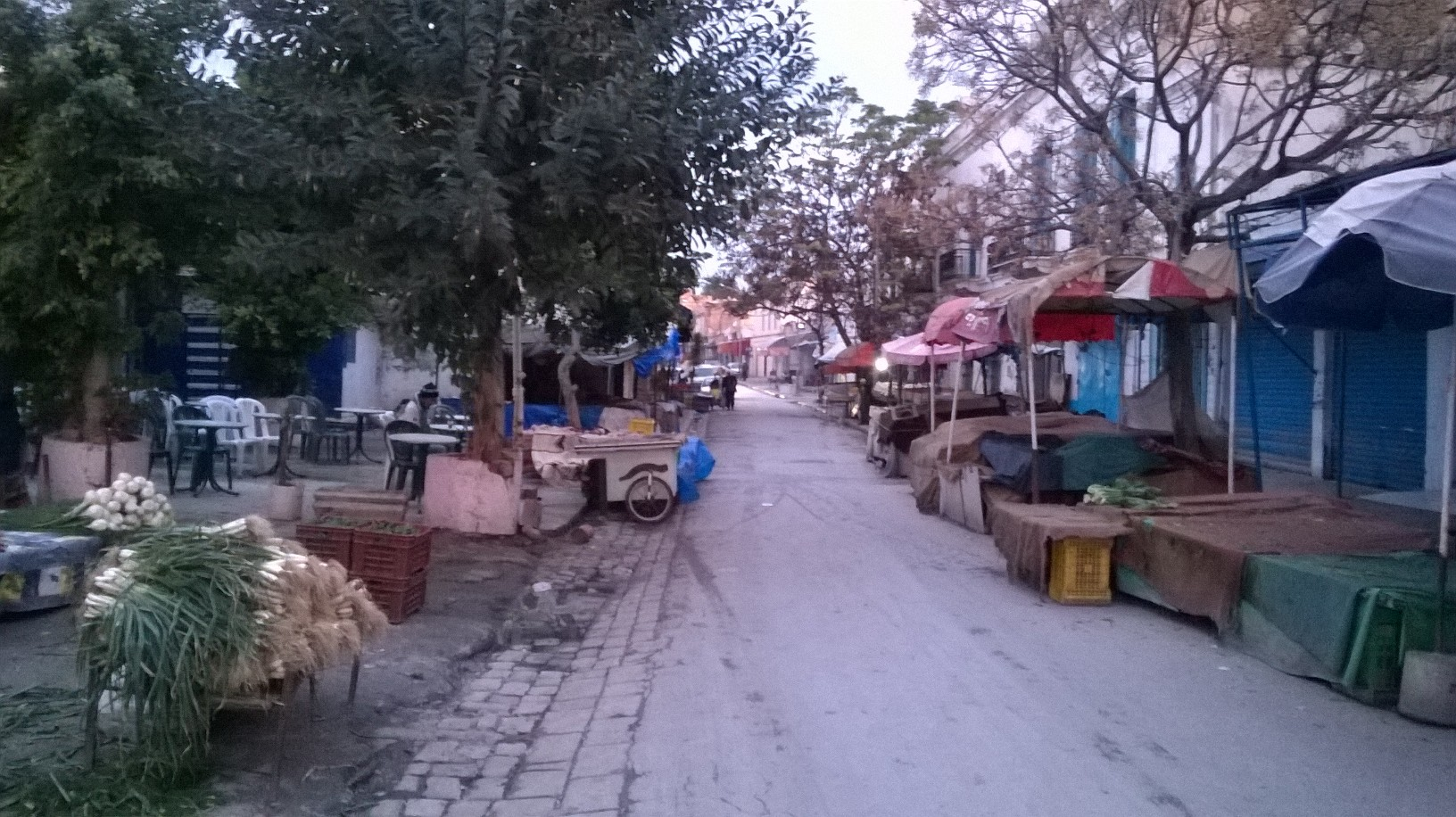
صورة لسوق المر
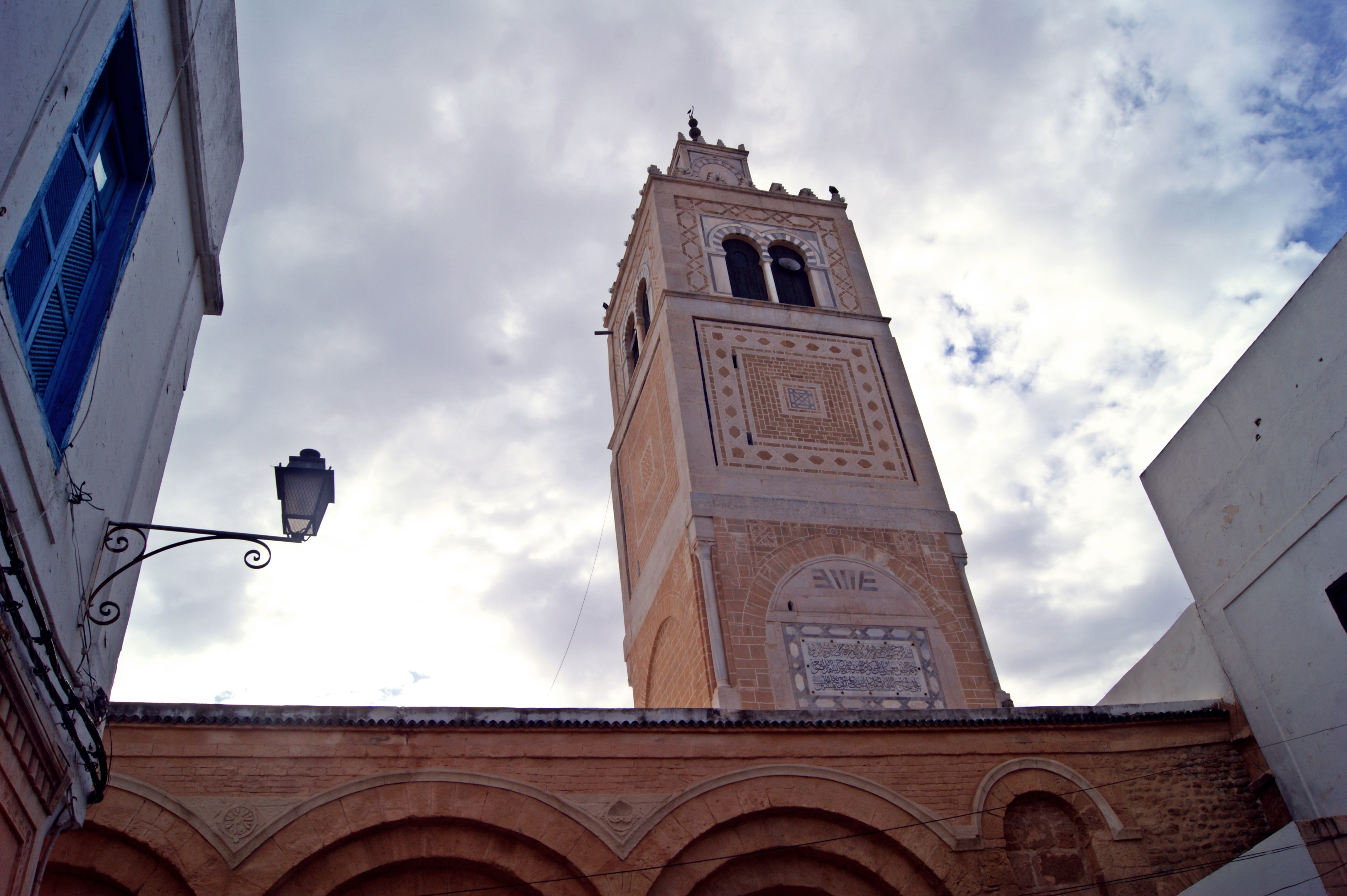
جامع القصر

## إشارات مرجعية
1. 1 2  تونس ... أيام زمان نسخة محفوظة 02 أبريل 2018 على موقع واي باك مشين.